# Hypolycaena rava
Hypolycaena rava är en fjärilsart som beskrevs av Holland 1892. Hypolycaena rava ingår i släktet Hypolycaena och familjen juvelvingar. Inga underarter finns listade i Catalogue of Life.